# Parlament de Ruanda
El Parlament de Ruanda (kinyarwanda Inteko Ishinga Amategeko y’u Rwanda, francès Parlement du Rwanda) consisteix en dues cambres.
- El Senat (francès: Sénat; Kinyarwanda: Sena) (cambra alta)
- La Cambra de Diputats (francès: Chambre des députés; Kinyarwanda: Umutwe w’Abadepite) (cambra baixa)

Abans de 2003 el Parlament de Ruanda era unicameral. Els antics noms són l'Assemblea Legislativa, el Consell Nacional per al Desenvolupament (francès: Conseil national de développement) (1982 i 1994) i l'Assemblea Nacional de Transició (1994, 2003).

## Dones al Parlament
El parlament de Ruanda té el major percentatge de dones en un parlament arreu del món. El govern ha reservat 24 dels 80 escons a la Cambra dels Diputats per a dones. Els 24 escons destinats a dones es reparteixen entre cada província i la ciutat de Kigali, on són elegits per una assemblea formada per diversos consells i membres dels comitès.
A més dones se'ls van concedir escons a causa dels efectes del genocidi ruandès sobre la població. Després del genocidi ruandès, la població estava formada per més dones que homes, i això es reflectia en el sistema parlamentari. Ruanda va començar a experimentar molts guanys a mesura que avança el temps, inclòs el creixement de l'economia, la igualtat de gènere i un augment del comerç.

## Presidents del Consell Nacional de Desenvolupament de Ruanda (1982-1994)
| Nom                   | Inici càrrec | Fi càrrec |
| --------------------- | ------------ | --------- |
| Maurice Ntahobari     | 1982         | ?         |
| Théodore Sindikubwabo | 1988         | 1994      |
| Joseph Nzirorera      | 1994         | 1994      |

## Llista de presidents de l'Assemblea Nacional de Transició de Ruanda (1994-2000)
| Nom                | Inici càrrec        | Fi càrrec            |
| ------------------ | ------------------- | -------------------- |
| Juvénal Nkusi      | 1994                | 10 de febrer de 1997 |
| Joseph Sebarenzi   | 7 de març de 1997   | 6 de gener de 2000   |
| Dr. Vincent Biruta | 19 de gener de 2000 | 23 d'agost de 2003   |